# Ле Бре, Жан
Габриэль Шарль Жан Ле Бре (фр. Gabriel Charles Jean Le Bret; 26 октября 1872, IX округ Парижа — 23 декабря 1947, XIV округ Парижа) — французский яхтсмен, серебряный и бронзовый призёр летних Олимпийских игр 1900.
На Играх участвовал в гонке яхт водоизмещением 0,5—1 тонны на яхте Crabe II и в открытом классе на Crocodile. В первой гонке он занял второе место, получив серебряную медаль. Во второй он занял третье место, получив бронзовую медаль.